# Belforts de Bèlgica i França
Un belfort (en neerlandès) o beffroi (en francès) és una torre cívica o campanar, típica dels comtats de Flandes i d'Hainaut. Els belforts eren el símbol de les llibertats dels ciutadans quan el tercer estament va començar a emancipar-se del poder feudal. Estan inscrits a la llista del Patrimoni de la Humanitat de la UNESCO el 1999 i ampliat el 2005.
El mot prové del fràncic berfrei que prové del mot alemany Bergfried, que conté les arrels bergen ('protegir') i frieden ('pau'), és a dir, una torre per a protegir la pau o talaia el que va anar evolucionant vers belfry en anglès o belfort en neerlandès. En alemany, el mot d'origen es va canviar en Belfried per belfort i Bergfried per a la talaia central d'un castell fortificat.

## Funció
Un belfort combinava quatre funcions: la de talaia, la de campanar, la de tresor i la d'arxiu. La combinació d'aquestes quatre funcions i la de símbol de llibertat envers el poders feudal i eclesiàstic diferencia un belfort o beffroi d'un campanar. La denominació italiana torre civica s'apropa al concepte. Les campanes i el carilló servien per a ritmar la vida: obertura i tancament de les portes de la ciutat, començament i fi del treball, alarma de foc o de guerra… És la raó perquè cada ciutat només en tenia un al costat de nombrosos campanars. Els primers belforts eren construccions de fusta, dels quals no en roman cap. Els edificis prestigiosos eren el símbol dels drets i llibertats de ciutat.

## Arquitectura
És un element de l'arquitectura gòtica medieval als comtats de Flandes i Hainaut. Pot ser un edifici independent com el de Tournai o un conjunt amb l'ajuntament com a Comines, o amb un mercat cobert com el de Bruges o Ieper.
El 1999 els belforts de Bèlgica i els sis campanars assimilats es van llistar com a Patrimoni de la Humanitat. El 2005 la llista va eixamplar-se amb els belforts de França i de Gembloux.

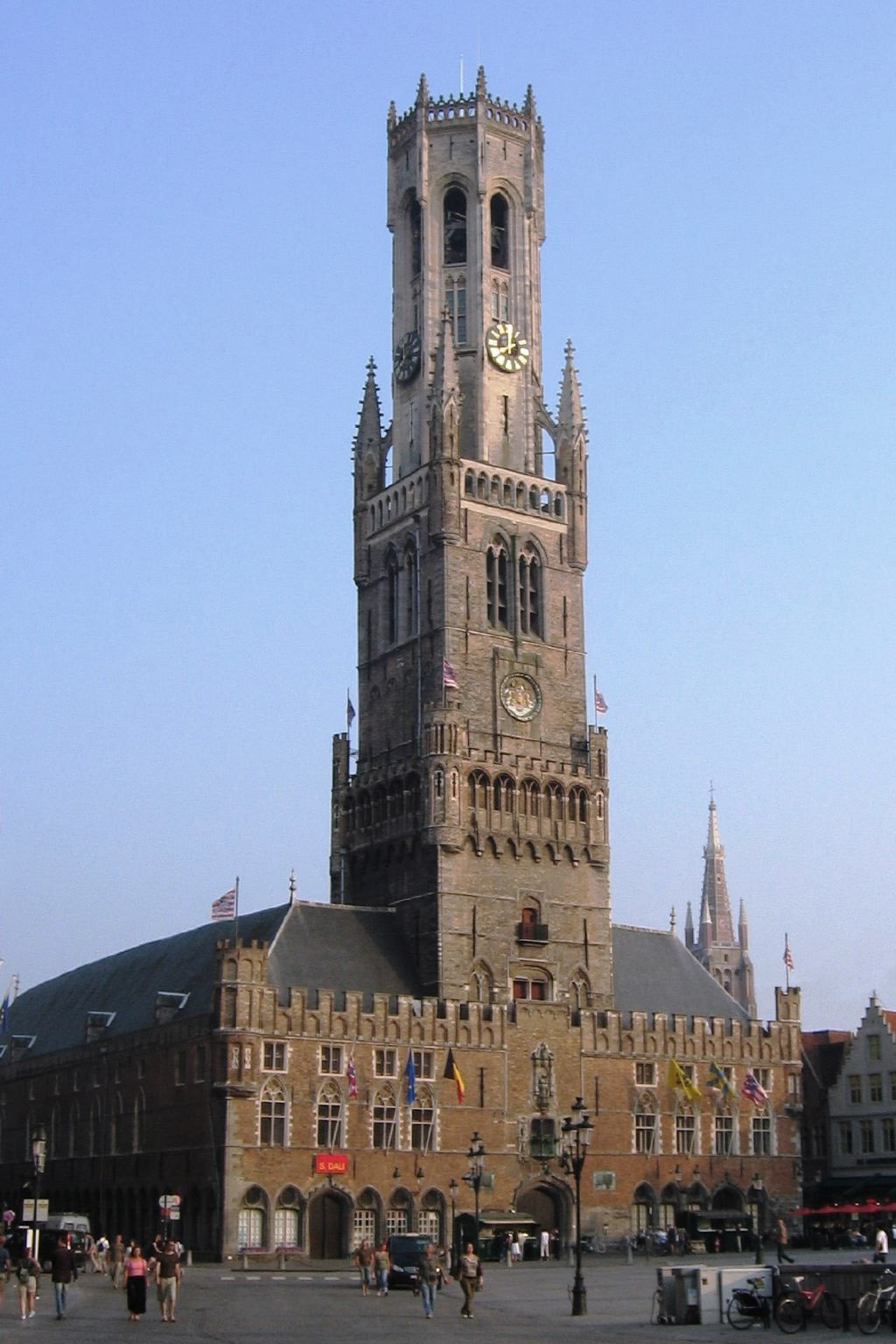
Belfort amb llotja dels draps (Bruges)
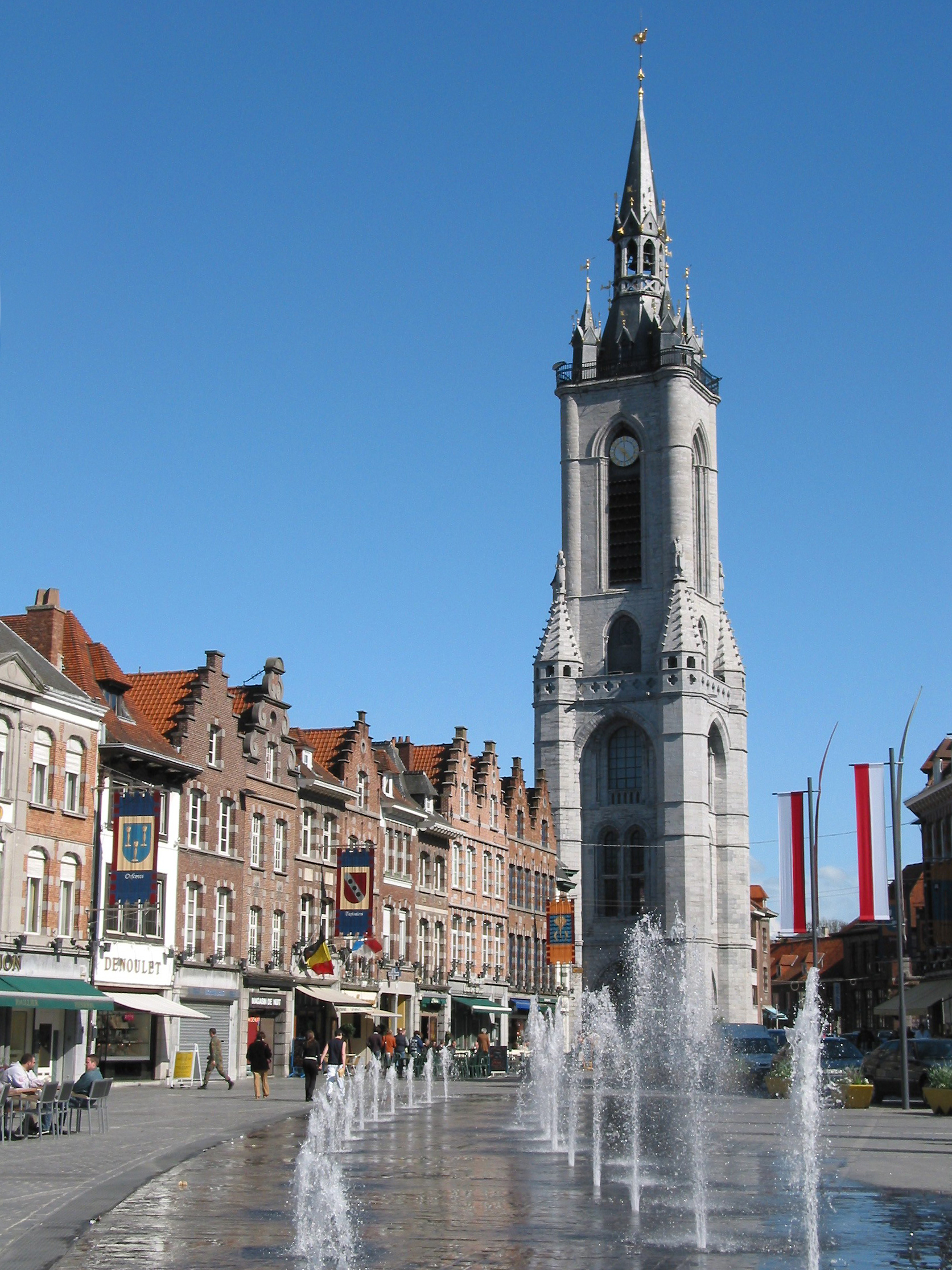
Belfort independent (Tournai)
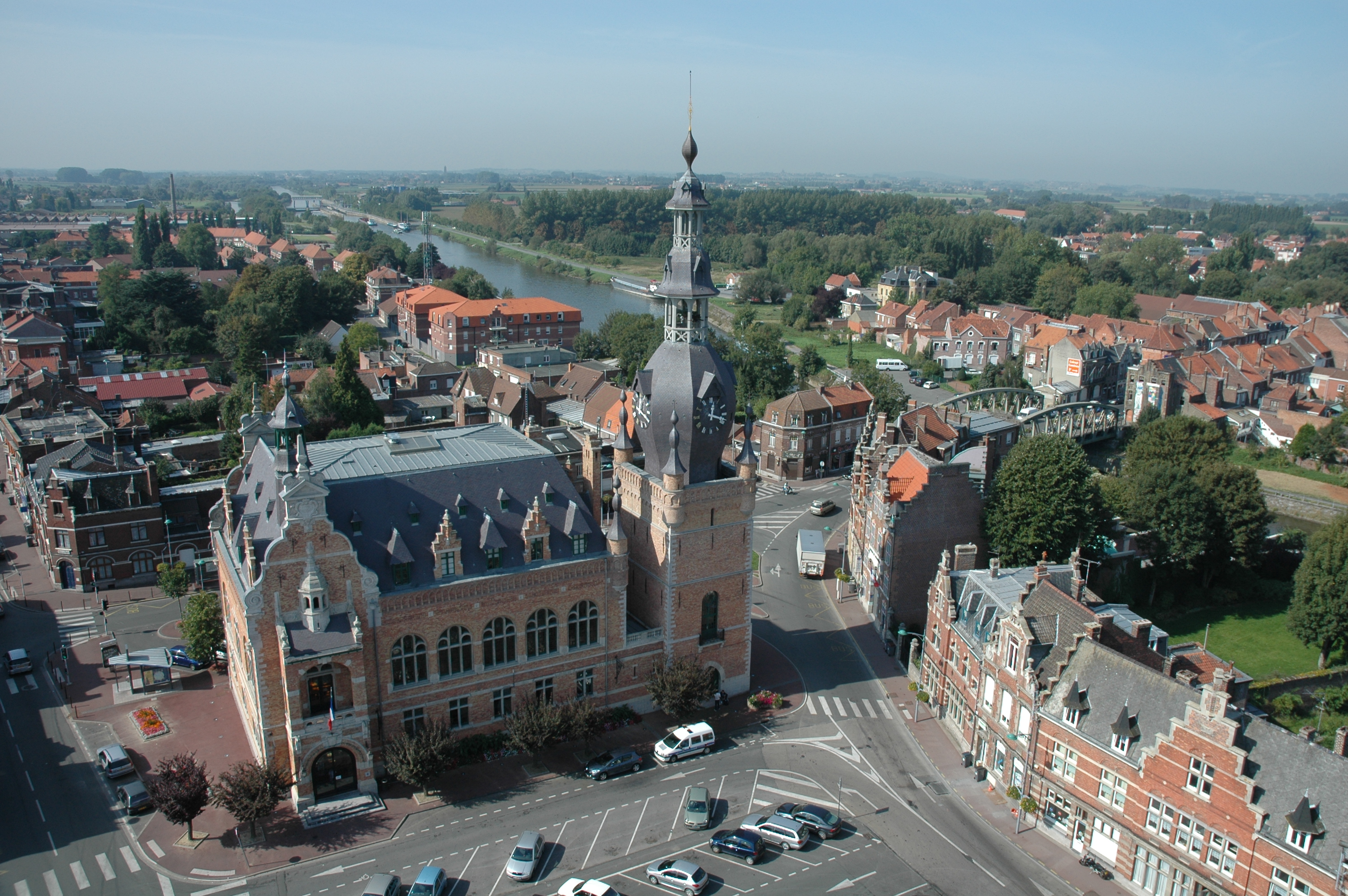
Belfort amb ajuntament (Comines)

## Patrimoni de la Humanitat
Un conjunt de cinquanta-sis campanars, de tipus "beffroi", a Bèlgica i França han estat declarats per la Unesco com un lloc Patrimoni de la Humanitat, en reconeixement de la manifestació arquitectònica de l'emergent independència cívica del Flandes històric i les regions veïnes d'influències feudals i religioses, portant a un grau de democràcia local de gran significat en la història de la Humanitat.
La Unesco va inscriure 32 torres en la seva llista de «Campanars de Flandes i Valònia» l'any 1999. L'any 2005, el campanar de Gembloux a la regió valona de Bèlgica i 23 campanars de les regions de Nord - Pas de Calais i Picardia a l'extrem nord de França van ser afegides a la llista que va ser rebatejada com a «Campanars de Bèlgica i França». Una destacada omissió és el campanar de l'Ajuntament de Brussel·les, doncs ja era part de la Grand Plau, lloc també Patrimoni de la Humanitat.
A part de campanars cívics, o edificis com els ajuntaments que bastant òbviament han prestat un servei similar, la llista inclou edificis religiosos que també van servir com a talaies o campanars d'alarma: la Catedral de La nostra Senyora a Anvers, la Torre de Sant Rumold a Malines i l'Església de Sant Lleonat a Zoutleeuw (les tres a Flandes, Bèlgica). Poques de les torres són exemptes.

## Belforts
Comtat de Flandes
Aalst (be),
Armentières (fr),
Bailleul (fr),
Bergues (fr),
Brugge (be),
Comines (fr),
Dendermonde (be),
Diksmuide (be),
Douai (fr),
Dunkerque (fr),
Eeklo (be),
Gant (be),
Gravelines (fr),
Ieper (be),
Kortrijk (be),
Lilla (fr),
Loos (fr),
Lo (be),
Menen (be),
Nieuwpoort (be),
Oudenaarde (be),
Roeselare (be),
Sluis (nl),
Tielt (be),
Veurne (be).
Comtat d'Hainaut
Binche, Mons, Tournai.
Comtat de Namur

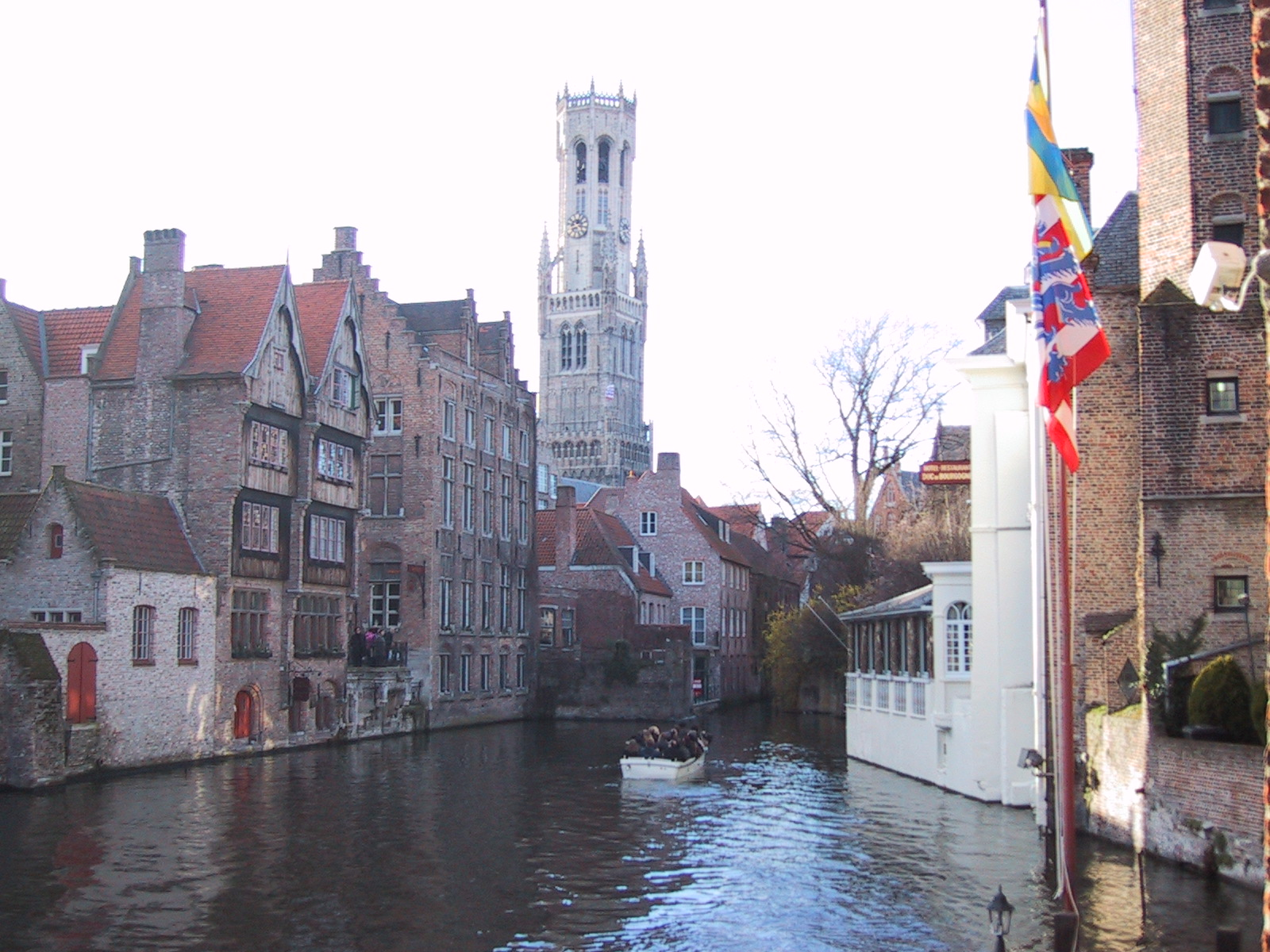
Bruges: canal i belfort

Charleroi (be) (actualment a la província d'Hainaut),
Namur (be),
Gembloux (be).
Artois
Aire-sur-la-Lys (fr),
Arràs (fr),
Béthune (fr),
Hesdin (fr).
Picardia
Abbeville (fr),
Amiens (fr),
Boulogne-sur-Mer (fr),
Calais (fr),
Doullens (fr),
Lucheux (fr),
Rue (fr),
Saint-Riquier (fr).
Principat de Lieja
Thuin (be)
Altres belforts
Cambrai (fr),
Herentals (be),
Mechelen (be),
Sint-Truiden (be).

## Campanars enumerats
Als belforts llistats com a Patrimoni de la Humanitat van afegir-se sis campanars d'esglésies de Bèlgica, que tenien la mateixa funció social de ritmar la vida. En estar integrats a un edifici religiós, no tenen pas la funció de símbol de les llibertats del tercer estament envers els poders eclesiàstic i feudal. Per això, aquests campanars no són belforts en el sentit propi del mot.
- el campanar de la catedral d'Anvers
- el campanar de l'església Sant Pere a Lovaina
- el campanar de la catedral de Mechelen
- el campanar de l'església Sant Germà de Tienen
- el campanar de la basílica de la Senyora de Tongeren,
- els campanars de l'església de Sant Leonard de Zoutleeuw

## Campanars municipals de Bèlgica i França
| Imatge | n.º ID     | Nombre                                                                             | Localització     | Departament / província | País    |
| ------ | ---------- | ---------------------------------------------------------------------------------- | ---------------- | ----------------------- | ------- |
|        | ID 943-001 | Casa dels Consellers amb campanar                                                  | Aalst            | Flandes Oriental        | Bèlgica |
|        | ID 943-002 | Catedral de Nostra Senyora d'Anvers                                                | Anvers           | Província d'Anvers      | Bèlgica |
|        | ID 943-003 | Ajuntament d' Anvers                                                               | Anvers           | Província d'Anvers      | Bèlgica |
|        | ID 943-004 | Campanar conegut com Halletoren (Torre de la llotja)                               | Bruges           | Flandes Occidental      | Bèlgica |
|        | ID 943-005 | Ajuntament amb campanar                                                            | Dendermonde      | Flandes Oriental        | Bèlgica |
|        | ID 943-006 | Ajuntament amb campanar                                                            | Diksmuide        | Flandes Occidental      | Bèlgica |
|        | ID 943-007 | Ajuntament amb campanar                                                            | Eeklo            | Flandes Oriental        | Bèlgica |
|        | ID 943-008 | Campanar i Mammelokker                                                             | Gant             | Flandes Oriental        | Bèlgica |
|        | ID 943-009 | Antic ajuntament i 'Laken'                                                         | Herentals        | Província d'Anvers      | Bèlgica |
|        | ID 943-010 | Llotja amb campanar                                                                | Ieper            | Flandes Occidental      | Bèlgica |
|        | ID 943-011 | Campanar conegut com Halletoren (Torre de la Sala)                                 | Kortrijk         | Flandes Occidental      | Bèlgica |
|        | ID 943-012 | Església de Sant Pere i torre                                                      | Lovaina          | Brabant Flamenc         | Bèlgica |
|        | ID 943-013 | Ajuntament amb campanar                                                            | Lier             | Província d'Anvers      | Bèlgica |
|        | ID 943-014 | Anterior Ajuntament amb campanar, actualment un hotel                              | Lo-Reninge (Lo)  | Flandes Occidental      | Bèlgica |
|        | ID 943-015 | Antigua llotja i campanar (part més antiga de l'actual Ajuntament de Malines       | Malines          | Província d'Anvers      | Bèlgica |
|        | ID 943-016 | Torre de San Rumold de la catedral                                                 | Malines          | Província d'Anvers      | Bèlgica |
|        | ID 943-017 | Ajuntament amb campanar                                                            | Menen            | Flandes Occidental      | Bèlgica |
|        | ID 943-018 | Sala del Grà coneguda com Stadshalle (Sala del Mercat de la ciutat), am campanar   | Nieuwpoort       | Flandes Occidental      | Bèlgica |
|        | ID 943-019 | Ajuntament amb campanar                                                            | Oudenaarde       | Flandes Oriental        | Bèlgica |
|        | ID 943-020 | Ajuntament amb campanar i Sala del Mercat de la ciutat                             | Roeselare        | Flandes Occidental      | Bèlgica |
|        | ID 943-021 | Ajuntament amb torre                                                               | Sint-Truiden     | Limburg                 | Bèlgica |
|        | ID 943-022 | Campanar conegut com Hallentoren (Torre de las Sales) i Sala dels Consellers       | Tielt            | Flandes Occidental      | Bèlgica |
|        | ID 943-023 | Església de Sant Germà amb Stadstoren (Torre de la ciutat)                         | Tienen           | Brabant Flamenc         | Bèlgica |
|        | ID 943-024 | Basílica de Nostra Senyora amb Stadstoren (Torre ciutadana)                        | Tongeren         | Limburg                 | Bèlgica |
|        | ID 943-025 | Landhuis ("casa de camp", anterior seu del vescomtat de Veurne-Ambacht) i campanar | Veurne           | Flandes Occidental      | Bèlgica |
|        | ID 943-026 | Església de Sant Lleonat                                                           | Zoutleeuw        | Brabant Flamenc         | Bèlgica |
|        | ID 943-027 | Campanar de l'Ajuntament                                                           | Binche           | Hainaut                 | Bèlgica |
|        | ID 943-028 | Campanar de l'Ajuntament                                                           | Charleroi        | Hainaut                 | Bèlgica |
|        | ID 943-029 | Campanar de Mons                                                                   | Mons             | Hainaut                 | Bèlgica |
|        | ID 943-030 | Campanar de Namur                                                                  | Namur            | Província de Namur      | Bèlgica |
|        | ID 943-031 | Campanar                                                                           | Thuin            | Hainaut                 | Bèlgica |
|        | ID 943-032 | Campanar de Tournai                                                                | Tournai          | Hainaut                 | Bèlgica |
|        | ID 943-033 | Campanar de l'Ajuntament                                                           | Armentières      | Nord                    | França  |
|        | ID 943-034 | Campanar de l'Ajuntament                                                           | Bailleul         | Nord                    | França  |
|        | ID 943-035 | Campanar                                                                           | Bergues          | Nord                    | França  |
|        | ID 943-036 | Campanar de l'església de Sant Martí                                               | Cambrai          | Nord                    | França  |
|        | ID 943-037 | Campanar de l'Ajuntament                                                           | Comines          | Nord                    | França  |
|        | ID 943-038 | Campanar de l'Ajuntament                                                           | Douai            | Nord                    | França  |
|        | ID 943-039 | Campanar de l'església de Sant Eligi                                               | Dunkerque        | Nord                    | França  |
|        | ID 943-040 | Beffroi de Dunkerque                                                               | Dunkerque        | Nord                    | França  |
|        | ID 943-041 | Campanar                                                                           | Gravelines       | Nord                    | França  |
|        | ID 943-042 | Campanar de l'Ajuntament                                                           | Lilla            | Nord                    | França  |
|        | ID 943-043 | Campanar de l'Ajuntament                                                           | Loos             | Nord                    | França  |
|        | ID 943-044 | Campanar de l'Ajuntament                                                           | Aire-sur-la-Lys  | Pas de Calais           | França  |
|        | ID 943-045 | Campanar de l'Ajuntament                                                           | Arràs            | Pas de Calais           | França  |
|        | ID 943-046 | Campanar de Béthune                                                                | Béthune          | Pas de Calais           | França  |
|        | ID 943-047 | Campanar de l'Ajuntament                                                           | Boulogne-sur-Mer | Pas de Calais           | França  |
|        | ID 943-048 | Campanar de l'Ajuntament                                                           | Calais           | Pas de Calais           | França  |
|        | ID 943-049 | Campanar de l'Ajuntament                                                           | Hesdin           | Pas de Calais           | França  |
|        | ID 943-050 | Campanar d'Abbeville                                                               | Abbeville        | Somme                   | França  |
|        | ID 943-051 | Campanar                                                                           | Amiens           | Somme                   | França  |
|        | ID 943-052 | Campanar de l'anterior Sala Municipal, actualment el centre d'informació turística | Doullens         | Somme                   | França  |
|        | ID 943-053 | Campanar                                                                           | Lucheux          | Somme                   | França  |
|        | ID 943-054 | Campanar                                                                           | Rue              | Somme                   | França  |
|        | ID 943-055 | Campanar                                                                           | Saint-Riquier    | Somme                   | França  |
|        | ID 943-056 | Campanar                                                                           | Gembloux         | Província de Namur      | Bèlgica |